# Make It Last Forever
Make It Last Forever é o álbum de estreia do cantor de R&B contemporâneo americano Keith Sweat. Foi gravado no INS Recording e no Power Play Studios na cidade de Nova Iorque. Lançado em 24 de Novembro de 1987, o álbum foi para o topo da parada musical Top R&B Albums por três semanas (e ficou no topo da parada de R&B de fim de ano em 1988), e para o número 5 na Billboard 200. Make It Last Forever foi um dos primeiros álbuns de R&B a mostrar o emergente som do new jack swing, já que foi produzido na maioria pelo próprio Keith Sweat e pelo produtor musical Teddy Riley.
O maior hit do álbum foi "I Want Her", que chegou ao número cinco na Billboard Hot 100 e se tornou o primeiro um nas paradas de R&B de Sweat. A faixa-título (um dueto com Jacci McGhee) seguiu "I Want Her" para o primeiro lugar, enquanto "Don't Stop Your Love" e "Something Just Ain't Right" também se tornaram grandes hits entre os dez melhores nas paradas de R&B da Billboard. Em adição, faixas como "Right and a Wrong Way" e "How Deep is Your Love" receberam airplay substancial e ainda podem ser ouvidas em estações do formato quiet storm. Em 6 de Abril de 1994, Make It Last Forever recebeu o certificado de platina tripla pela Recording Industry Association of America, após envios as lojas superiores a três milhões de cópias nos Estados Unidos. O single "I Want Her" foi certificado como ouro pela RIAA em 13 de Junho de 1989, por envios superiores a meio milhão de cópias nos EUA.

## Lista de faixas
1. "Something Just Ain't Right" (Keith Sweat/Teddy Riley) 5:22
2. "Right and A Wrong Way" (Sweat/Riley) 5:17
3. "Tell Me It's Me You Want" (Sweat/Riley) 4:44
4. "I Want Her" (Sweat/Riley) 5:58
5. "Make It Last Forever" (featuring Jacci McGhee) (Sweat/Riley) 4:55
6. "In the Rain" (Tony Hester) 5:42
7. "How Deep Is Your Love" (Sweat/Riley) 4:47
8. "Don't Stop Your Love" (Sweat) 6:12

## Pessoal
Créditos adaptados do encarte.
- Keith Sweat – Intérprete Principal, Produtor
- Teddy Riley – Produtor, Teclados, Programação da Bateria
- Fred McFarlane  - Teclados
- Jeff Neiblum – Engenheiro de Gravação, Percussão
- Clifford Branch – Teclados, Vocais (fundo)
- George Heylinger – Vocais (fundo)
- Emmanuel Rahiem LeBlanc – Vocais (fundo)
- Jacci McGhee – Vocais (fundo), Intérprete
- Vivian Sessoms – Vocais (fundo)
- Dave Dachinger  - Engenheiro de Mixagem
- Herb Powers, Jr.  - Masterização

## Posições nas paradas musicais

### Álbum
| Parada musical (1987)                   | Melhor posição |
| --------------------------------------- | -------------- |
| Nova Zelândia (RMNZ)                    | 46             |
| Reino Unido (UK Albums Chart)           | 41             |
| Estados Unidos (Billboard 200)          | 15             |
| Estados Unidos (Top R&B/Hip Hop Albums) | 1              |

### Singles
| Ano  | Single                       | Parada musical                    | Posição |
| ---- | ---------------------------- | --------------------------------- | ------- |
| 1987 | "I Want Her"                 | Billboard Hot 100                 | 5       |
| 1987 | "I Want Her"                 | Hot R&B/Hip-Hop Songs             | 1       |
| 1987 | "I Want Her"                 | Dance/Club Play Songs             | 38      |
| 1987 | "I Want Her"                 | Hot Dance Music/Maxi-Single Sales | 5       |
| 1988 | "Make It Last Forever"       | Billboard Hot 100                 | 7       |
| 1988 | "Make It Last Forever"       | Hot R&B/Hip-Hop Songs             | 1       |
| 1988 | "Something Just Ain't Right" | Billboard Hot 100                 | 79      |
| 1988 | "Something Just Ain't Right" | Hot R&B/Hip-Hop Songs             | 3       |
| 1988 | "Something Just Ain't Right" | Hot Dance Music/Maxi-Single Sales | 49      |
| 1988 | "Don't Stop Your Love"       | Hot R&B/Hip-Hop Songs             | 9       |